# Nu Virginis
Désignations
Nu Virginis (ν Vir, ν Virginis) est une étoile géante de la constellation zodiacale de la Vierge. Sa magnitude apparente est de 4,04 et elle est donc visible à l'œil nu. En raison de sa proximité avec l'écliptique, il lui arrive d'être occultée par la Lune. Elle est localisée approximativement à mi-chemin entre Denebola (β Leonis) et Zavijava (β Virginis). D'après la mesure de sa parallaxe annuelle par le satellite Hipparcos, l'étoile est distante d’environ ∼ 294 a.l. (∼ 90,1 pc) du Soleil. Elle s'éloigne du Système solaire à une vitesse radiale de +50,2 km/s.
Nu Virginis est une géante rouge de type spectral M1 III, actuellement située sur la branche asymptotique des géantes (AGB) du diagramme de Hertzsprung-Russell. C'est une étoile variable semi-régulière de type SRb, dont la magnitude apparente varie avec une amplitude de 0,0125. Ces variations se font selon quatre périodes de 11,1, 12,3, 16,8, et 23,7 jours. L'étoile fait environ 1,6 fois la masse du Soleil, mais elle s'est étendue jusqu'à faire 54 fois son rayon, et elle brille désormais d'une luminosité équivalente à 631 soleils. La température effective de son atmosphère externe est de 4 009 K.